# Incidente UFO di Ruwa
L'Incidente UFO di Ruwa avvenne il 16 settembre 1994 quando ci fu un avvistamento UFO fuori Ruwa, nello Zimbabwe. Sessantadue alunni della scuola Ariel di età compresa tra i sei e i dodici anni hanno affermato di aver visto una o più UFO di color d'argento scendere dal cielo e atterrare su un campo vicino alla loro scuola. Una o più creature vestite tutte di nero si avvicinarono quindi ai bambini e comunicarono loro telepaticamente un messaggio a tema ambientale, spaventando i bambini e facendoli piangere.
Lo scrittore Jerome Clark ha definito l'incidente "il più straordinario incontro ravvicinato del terzo tipo degli anni '90". Gli scettici hanno descritto l'incidente come un'isteria di massa. Non tutti i bambini presenti a scuola quel giorno dichiararono di aver visto qualcosa. Molti di coloro che lo hanno fatto hanno sostenuto che il loro resoconto dell'incidente fosse vero. Due giorni prima dell'incidente c'erano stati diversi avvistamenti UFO in tutta l'Africa meridionale e alcune segnalazioni di una palla di fuoco luminosa che attraversava il cielo di notte.

## Incidente
Gli avvistamenti ad Ariel avvennero alle ore 10 del mattino del 16 settembre 1994, quando gli alunni erano fuori durante la pausa di metà mattinata.  L'intero incidente durò circa quindici minuti. Quando i bambini tornarono in classe raccontarono agli insegnanti ciò che avevano visto senza essere creduti. Quando tornarono a casa lo dissero ai genitori.  Molti di questi genitori vennero a scuola il giorno successivo per discutere dell'accaduto.
L'incidente UFO della Scuola Ariel divenne rapidamente uno dei casi UFO più famosi in Africa. In un episodio del giugno 2021 di Witness History della BBC, è stato descritto come "uno degli eventi più significativi nella storia degli UFO".